# Рейд (морски термин)
Рейд се нарича:
1. Част от акваторията на военноморска база (пристанище) за престой на кораб (плавателен съд) на котва. Има следните видове рейдове: външни, които са пред акваторията на базата (пристанището), които обикновено са открити или частично защитени от вълнение чрез естествени прегради (издатини на брега, острови, скали и т.н.) и вътрешни, разположени в пределите на вътрешната акватория на базата (пристанището), които имат естествена или изкуствена защита от вълните, теченията и наносите (съоръженията са молове и вълноломи).
2. В речната терминология „рейд“ е част от акваторията на пристанището или пристана встрани от плавателния фарватер, която е определена за престой на съдовете, формиране и разформиране на съставите, товаро-разтоварни дейности, снабдяване и бункеровка на плавателните съдове.

Рейдовете се делят също на естествени и изкуствени.